# Toyota Supra
Toyota Supra (яп. トヨタ・スープラ) — серийный спортивный автомобиль, выпускающийся компанией Toyota с 1978 года.
Дизайн Supra был перенят от Toyota Celica, но кузов стал длиннее и шире. Начиная с середины 1986 года, Supra отделилась от Celica, став самостоятельной моделью. В связи с этим Toyota перестала использовать префикс Celica, и автомобиль стал именоваться просто Supra. Первое, второе и третье поколения Supra собирались на заводе в Тахаре, четвёртое поколение — на заводе в городе Тоёта в Японии, а пятое поколение собирается как в Японии (в городе Тоëта), так и в Австрии (в городе Грац фирмой Magna Steyr).
Supra также имеет связь с Toyota 2000GT, от которой к ней перешёл двигатель. На автомобили первых трёх поколений устанавливались двигатели M-серии от Toyota Crown и 2000GT. На все четыре поколения Supra устанавливались рядные 6-цилиндровые двигатели. Шасси получило код «А».
Toyota разработала собственный логотип для Supra. Этот логотип использовался до января 1986 года, когда появилось первое самостоятельное поколение. Новый логотип был похож по размеру, имел оранжевую надпись на красном фоне, но без изображения дракона. Этот логотип, в свою очередь, использовался до 1991 года, когда Toyota перешли на логотип компании.
В 1998 году Toyota прекратила продажи Supra в США, а в 2002 году было официально прекращено производство в Японии.
Четыре поколения получили обозначения A40, A60, A70, A80. Официальные названия модификаций автомобилей Toyota относятся только к кодам шасси. Toyota использует название Mark II для обозначения своих автомобилей на платформе X, которые включают модели Mark II, Cressida, Chaser и Cresta.
Supra появлялась в многочисленных видеоиграх, фильмах, музыкальных клипах и телевизионных шоу. Некоторые из наиболее заметных появлений включают в себя серию фильмов Форсаж и видеоигры Gran Turismo, Forza Motorsport, Need for Speed, Midnight Club, Forza Horizon 2.

## Первое поколение
Первое поколение основано на модели Toyota Celica в версии хетчбэк. Двери и задняя часть те же, что и на модели Celica. Передняя часть увеличена для размещения рядного шестицилиндрового двигателя, взамен четырёхцилиндрового с модели Celica.

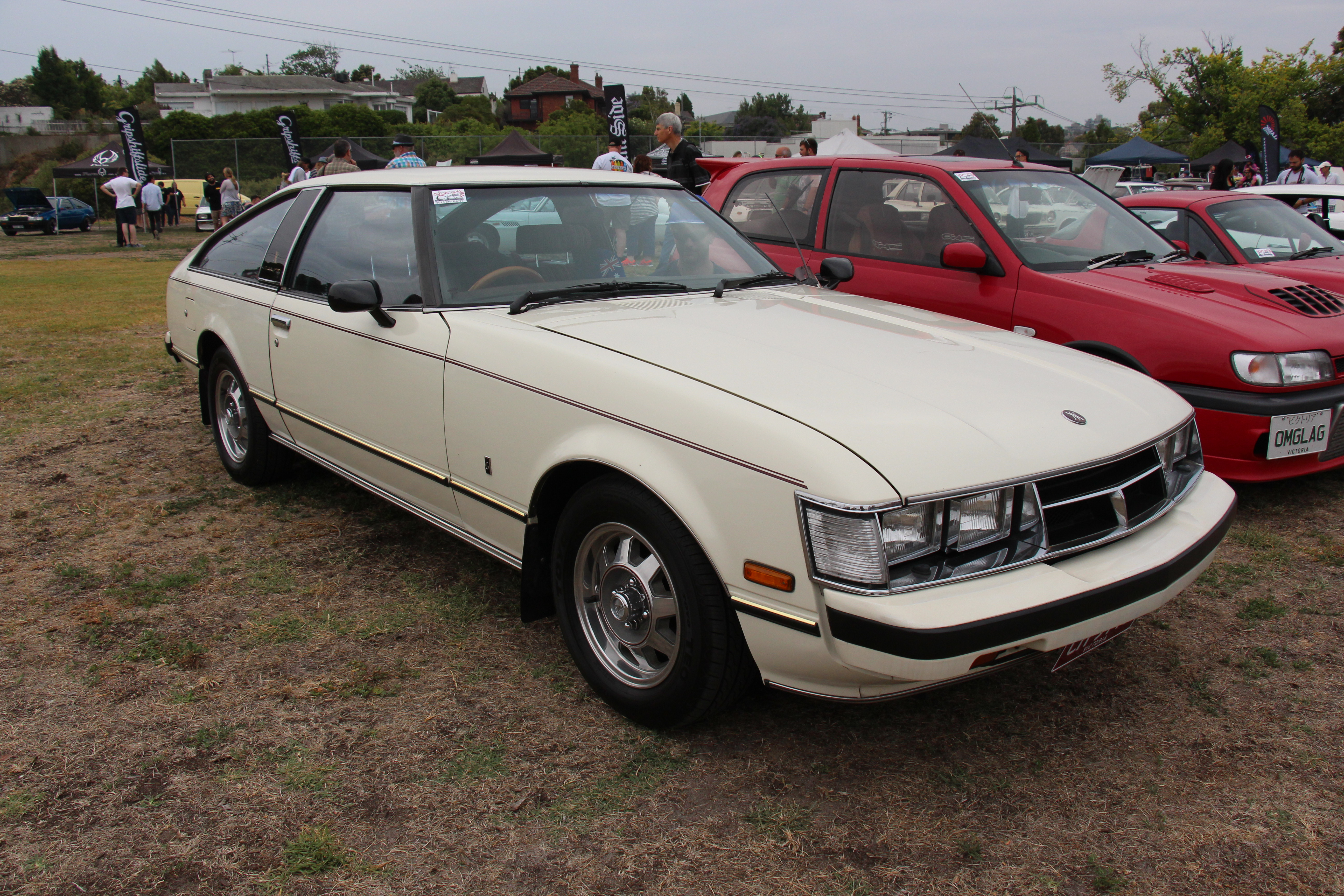
Toyota Celica Supra Mk I Coupe, 1979

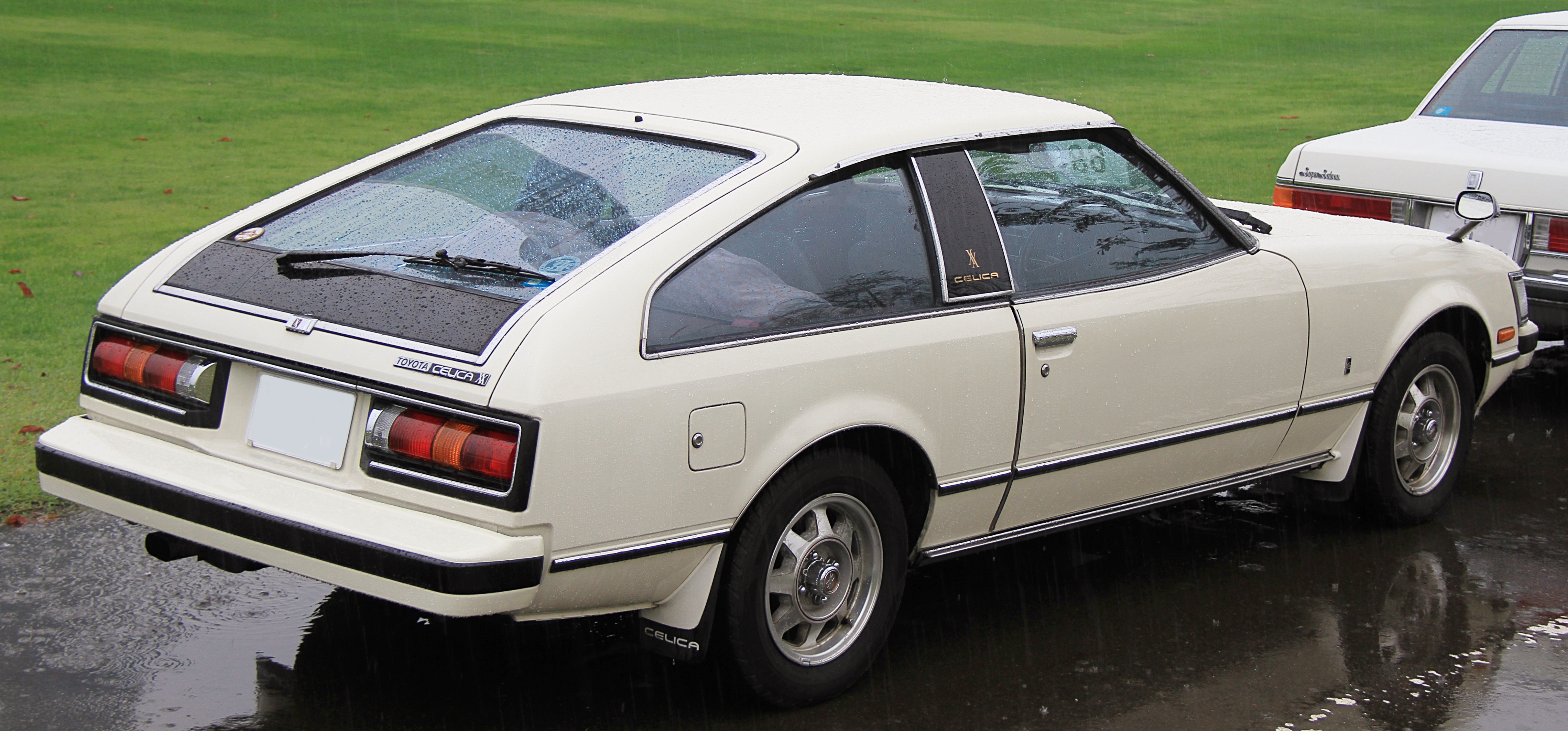
Toyota Celica XX 2000G, 1979

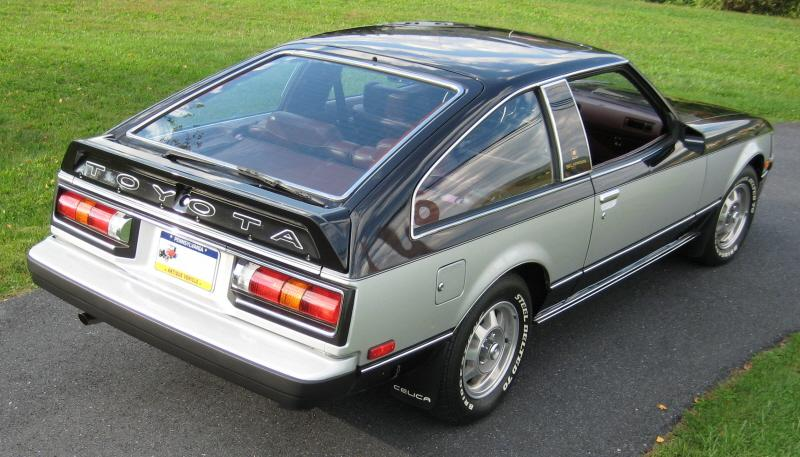
Supra Sports Performance Package, 1981

### 1978
В апреле 1978 года Toyota начала производство Supra в Японии, как Celica XX, модель продавалась вместе с Celica через японскую дилерскую сеть под названием Toyota Corolla Store. Автомобили оснащались 2-литровым 123-сильным (92 кВт) 12-клапанным SOHC рядным шестицилиндровым двигателем (M-EU, код шасси MA45) или 2,5-литровым 110-сильным(82 кВт) 12-клапанным SOHC рядным шестицилиндровым двигателем (4M-E, код шасси MA46). На японские модели устанавливались меньшие, 2-литровые двигатели, из-за меньшего налога, связанного с рабочим объёмом двигателя. Тем не менее, налог за установленный 2-литровый двигатель был высоким, больше чем на автомобилях Celica. Оба двигателя оснащались системой электронного впрыска топлива.
На экспорт Supra начали отправляться с января 1979 года. Экспортный вариант изначально оснащался 2,5-литровым 110-сильным (82 кВт) 12-клапанным SOHC рядным шестицилиндровым двигателем (4M-E, код шасси MA46).
Варианты трансмиссии включали либо механическую пятиступенчатую коробку передач (W50), либо опциональную четырёхступенчатую автоматическую коробку передач (A40D). Обе трансмиссии имели повышающую передачу. Автомобиль получил стандартные четыре дисковых тормоза, заднюю подвеску с винтовыми пружинами и стабилизатором поперечной устойчивости. Передняя подвеска Макферсон также включала стабилизатор.
В салоне устанавливаемый пакет опций включал электрические стеклоподъёмники и центральный замок. Также там были круиз-контроль, специальная обивка двери с выдвижными ремнями и дополнительный люк. Рулевое колесо получило регулировки, имелись глубокие карманы на молниях в спинках передних сидений. Приборная панель показывала состояние стерео динамиков (AM/FM/MPX), содержала аналоговые часы и тахометр.

### 1979
В середине 1979 года изменения версии для США имели, в основном, косметический характер. Интерьер получил изменённую центральную консоль и цифровые кварцевые часы. Во внешнем виде были изменены боковые зеркала, и легкосплавные колёсные диски стали стандартными. Кроме того, стали доступны специальные брызговики, окрашиваемые в цвет кузова. Сзади на них белыми буквами имелась надпись «Celica».

### 1980
В августе 1980 года, появился новый двигатель 5M-E объёмом 2759 куб.см. Это был SOHC, 12-клапанный двигатель мощностью 116 л. с. (87 кВт) и крутящим моментом 197 Нм. Автоматическая коробка передач автомобиля была изменена на Toyota A43D. Из-за изменения двигателя и трансмиссии, код шасси сменился на MA47. Модели последнего года первого поколения Supra показывали разгон до 100 км/ч за 10,24 секунды, время на квотере — 17,5 секунды со скоростью 125 км/ч.
Также, в 1980 году, стал доступен новый спортивный пакет Sports Performance Package, который включал спортивную подвеску, спойлер. В любой модели стала доступна магнитола Stereo 8.

### Celica XX

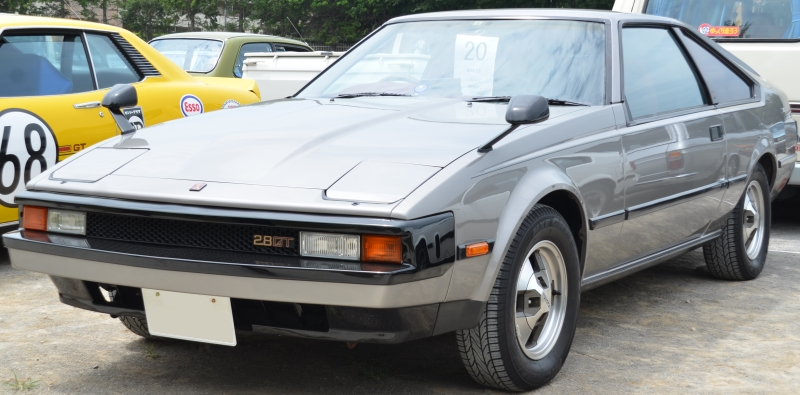
Toyota Celica XX 2800GT

Celica XX — название первого поколения модели Toyota Celica Supra на внутреннем японском рынке. Она продавалась в Японии с 1978 по 1981 годы, и была обновлена в 1981 году при участии Lotus Cars. Supra продавалась как Celica XX только в Японии через японские дилерские сети под названием Toyota Corolla Store, имелся и серый импорт в Новую Зеландию.
Модель 2000GT являлась флагманской в серии XX. Благодаря меньшему 2-литровому шестицилиндровому DOHC 24-клапанному двигателю 1G-EU, Yamaha, используя основу 1G-EU улучшила его, в результате чего на 1G-GEU значительно повысилась мощность, и этот двигатель устанавливался с 1985 года на Toyota Soarer. Мощность 1G-GEU составила 160 л. с. (118 кВт) при 6400 об/мин. Модель 2800GT была самой мощной в линейке, получил 2,8-литровый шестицилиндровый DOHC двигатель 5M-GEU мощностью 175 л. с. (129 кВт) при 5600 об/мин.
2000G/S с двигателем M-TEU и промежуточным охладителем производил 160 л. с. (118 кВт) при 5400 об/мин, столько же, сколько 1G-GEU, но отличался бо́льшим крутящим моментом, 230 Нм при 3000 об/мин.
В 1981 году Celica XX впервые получила компьютерную систему навигации.

## Второе поколение
В конце 1981 года Toyota полностью обновила Celica Supra, а также весь модельный ряд Celica 1982 года. В Японии, эти автомобили были известны как Celica XX, за её пределами как Celica Supra. Тем не менее, основываясь на платформе Celica, существовало несколько ключевых отличий, в первую очередь дизайн передней части и скрытые фары. Другие отличие включают рядный шестицилиндровый двигатель против четырёхцилиндрового, а также увеличение длины колёсной базы для размещения большего двигателя. Автомобили, с установленными двигателями 5M были немного шире. В 1981 году для японских покупателей была предложена альтернатива Celica XX в кузове фастбэк, называемая Toyota Soarer. Соарер был доступен через другую японскую дилерскую сеть Toyota, а именно Toyota Store, в отличие от Celica XX, продававшейся через сеть Toyota Corolla Store.

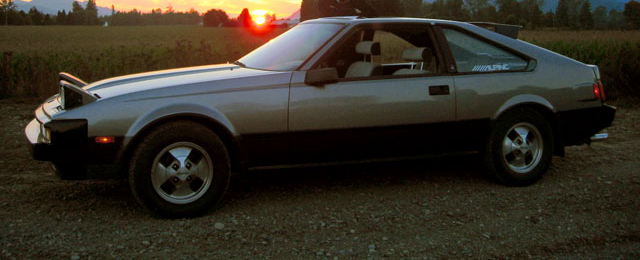
1982 Supra MkII «L-Type»

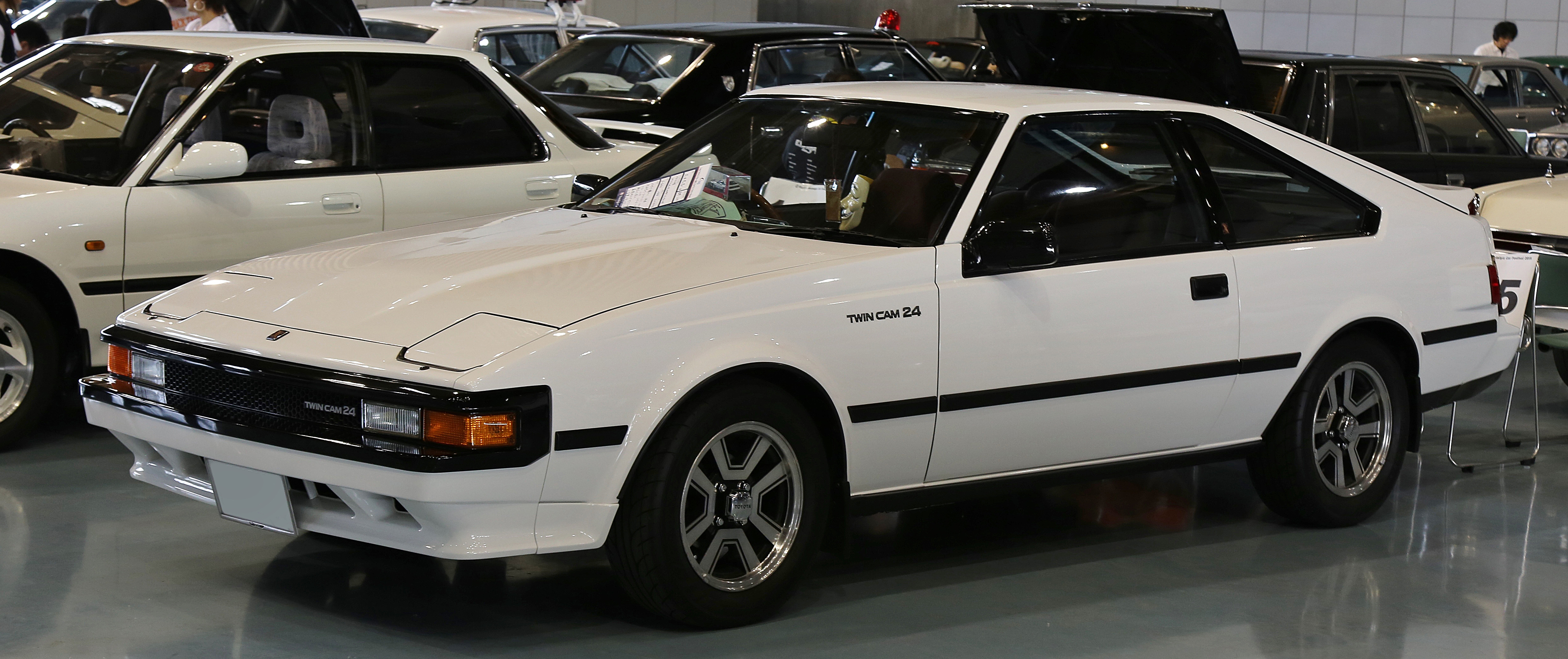
Toyota Celica XX 2000GT, 1983—1986

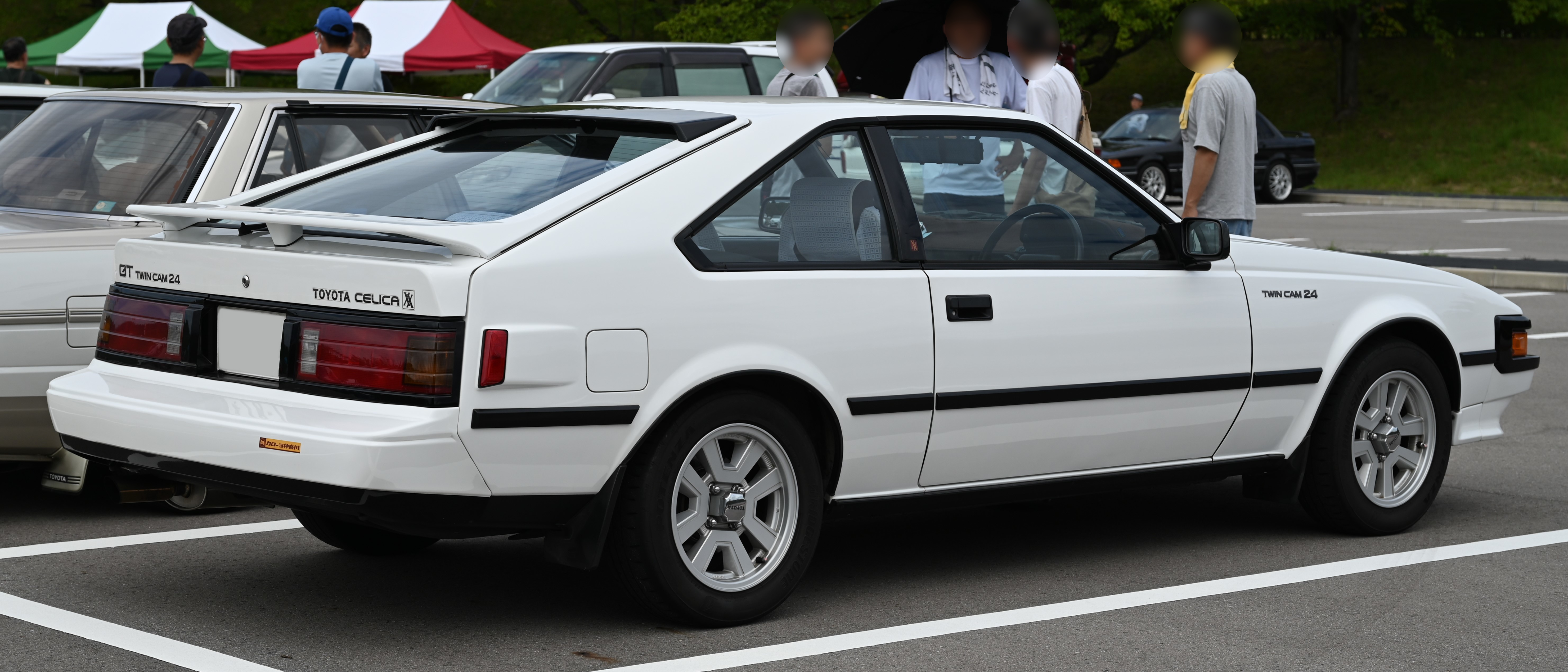
Вид сзади

### L-type и P-type
На североамериканском рынке Celica Supra была доступна в двух различных моделях, «Performance Type» (P-type) и «Luxury Type» (L-type). Будучи технически идентичными, они различаются по доступным опциями; размерами шин, колёс и обвесами. P-type имела стеклотканевые арки над колёсами, в то время как на L-type такого не было. P-type в стандарте имела спортивные регулируемые сиденья. В 1983 году на этой модели стал доступен и кожаный салон. Модели L-type имели возможность установки цифровой приборной панели с бортовым компьютером; некоторые канадские модели имели эту опцию, а также несколько редких экземпляров американских моделей. Цифровая панель приборов включала цифровой тахометр, цифровой спидометр и электронные указатели уровня топлива и уровня охлаждающей жидкости. Бортовой компьютер может вычислять и отображать различные вещи, такие как экономия топлива в милях на галлон, расчётное время прибытия, и оставшееся расстояние до пункта назначения. За исключением моделей 1982 года, все P-type были доступны с омывателями передних фар в качестве опции, но L-type никогда не получала такой возможности. В трансмиссии, несмотря на изменения на протяжении многих лет передаточных отношений, все P-type в стандарте имели самоблокирующийся дифференциал.

### 1982
В 1982 году на североамериканском рынке под капот Celica Supra устанавливался двигатель 5M-GE объёмом 2,8 литра (2759 куб.см), 12-клапанный (по два клапана на цилиндр) с двумя распредвалами. Его мощность составляла 145 л. с. (108 кВт) и крутящий момент 210 Нм. Двигатель имеет степень сжатия 8,8:1. В 1982 году автомобиль разгонялся до 100 км/ч за время 9,8 секунды и имел время на квотере 17,2 секунды при скорости 130 км/ч.
Стандартная трансмиссией была пятиступенчатая механическая коробка W58 и четырёхступенчатая автоматическая коробка A43DL (L-type). Обе коробки имели повышающую передачу. Задний дифференциал на моделях 1982 года имеет отношение 3,72:1. Независимая подвеска для всех четырёх колёс была специально настроена и разработана компанией Lotus. Тормозная система Celica Supra включала четыре дисковых тормоза.
По салону, это поколение имело стандартные электрические стеклоподъёмники, дверные замки и электропривод зеркал, а также регулируемое рулевое колесо. Кнопка центрального замка расположилась на центральной консоли рядом кнопками управления зеркалами с электрическим приводом. На североамериканском рынке шкала аналогового спидометра была ограничена до 85 миль в час (140 км/ч). Круиз-контроль является стандартным в этом поколении. В список опций включены автоматический климат-контроль, люк, двухцветная покраска кузова, пять динамиков в салоне, кассетная радиомагнитола. AM/FM антенна была интегрирована в лобовое стекло, вместо внешней антенны. Имелся ключевой замок на лючке бензобака, люк и задний бампер окрашивались в чёрный цвет, вне зависимости от цвета кузова. Кожаный салон был опцией для моделей L-type, на автомобилях P-type был доступен только тканевый салон.

### 1983
В 1983 году произошло увеличение мощности двигателя 5M-GE до 150 л. с. (112 кВт) и крутящего момента до 216 Нм. Единственным реальным изменением в двигателе стал переход от вакуумного регулятора к электронному управлению, но это не повлияло на мощность. Toyota изменила отношение задней передачи на 4,10:1 для P-type и на 3,73:1 для L-type. Появилась дополнительная автоматическая коробка передач, четырёхступенчатая A43DL. Автоматической коробкой управляла отдельная электронная система (ECT). Это позволяло водителю выбрать режим работы коробки при нажатии кнопки.

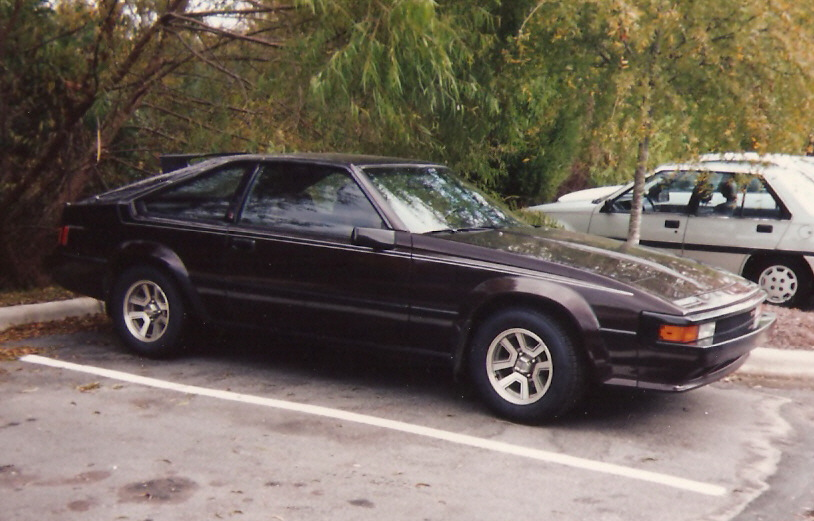
Supra A60 P-type, 1984

### 1984
Мощность на моделях с пятиступенчатой коробкой была увеличена до 160 л. с. (119 кВт) и крутящий момент до 221 Нм. Прирост мощности был достигнут за счёт изменённого впускного коллектора и увеличения степени сжатия до 9,2:1. Другим заметным изменением в трансмиссии был переход к отношению 4,30:1 на заднем дифференциале. На моделях с автоматическими коробками это же отношение сменилось на 4,10:1 при прежней мощности. Система АБС стала стандартной с 1984 года.
Наиболее заметным внешним изменением стали огибающие передние указатели поворота. Задняя крышка и бампер были изменены, и окрашивались в тот же цвет, что и весь кузов. Изменились и ручки дверей. С этого года Toyota также решила предлагать двухцветную окраску кузовов. Были изменены некоторые внутренние элементы управления, такие как рулевое колесо, круиз-контроль, а также переключатель блокировки дверей. Шкала спидометра была увеличена до 130 миль в час (210 км/ч).

### 1985—1986
В 1985 году мощность двигателя была увеличена до 161 л. с. (120 кВт) и крутящий момент до 229 Нм. Двигатель получил новый датчик положения дроссельной заслонки (TPS), а также новую систему рециркуляции выхлопных газов и датчик детонации. При небольшом увеличении мощности время разгона до 100 км/ч составляло 8,4 секунды, время на квотере 16,1 секунд при скорости 137 км/ч. Компанией Toyota была добавлена стандартная заводская система защиты от угона, наружные зеркала были оснащены туманорассеивателем, который активировался совместно с обогревателем.
1985 год стал последним для модели второго поколения, и задержка производства модели следующего поколения привела к излишку выпущенных автомобилей второго поколения. В течение первой половины 1986 года модели P-type по-прежнему были доступны в продаже, с незначительными косметическими изменениями, в том числе с третьим стоп-сигналом. Все они были официально обозначались как модели 1986 года. P-type была единственной моделью, доступной в 1986 году.

## Третье поколение А70
В мае 1986 года Toyota была готова выпустить следующее поколение. С этого же времени автомобили Celica и Supra стали двумя совершенно разными моделями. Первая получила поперечное расположение мотора, предполагавшее передний или постоянный полный привод, используя платформу, похожую на Toyota Corona, а Supra сохранила заднеприводную платформу. Мощность 3-литрового рядного шестицилиндрового мотора была увеличена до 200 л. с. (149 кВт). С мая 1986 года были доступны модели только с атмосферным двигателем, а модели с турбонаддувом появились с 1987 модельного года. Технически, Supra для японского рынка стала похожей на модель Toyota Soarer.

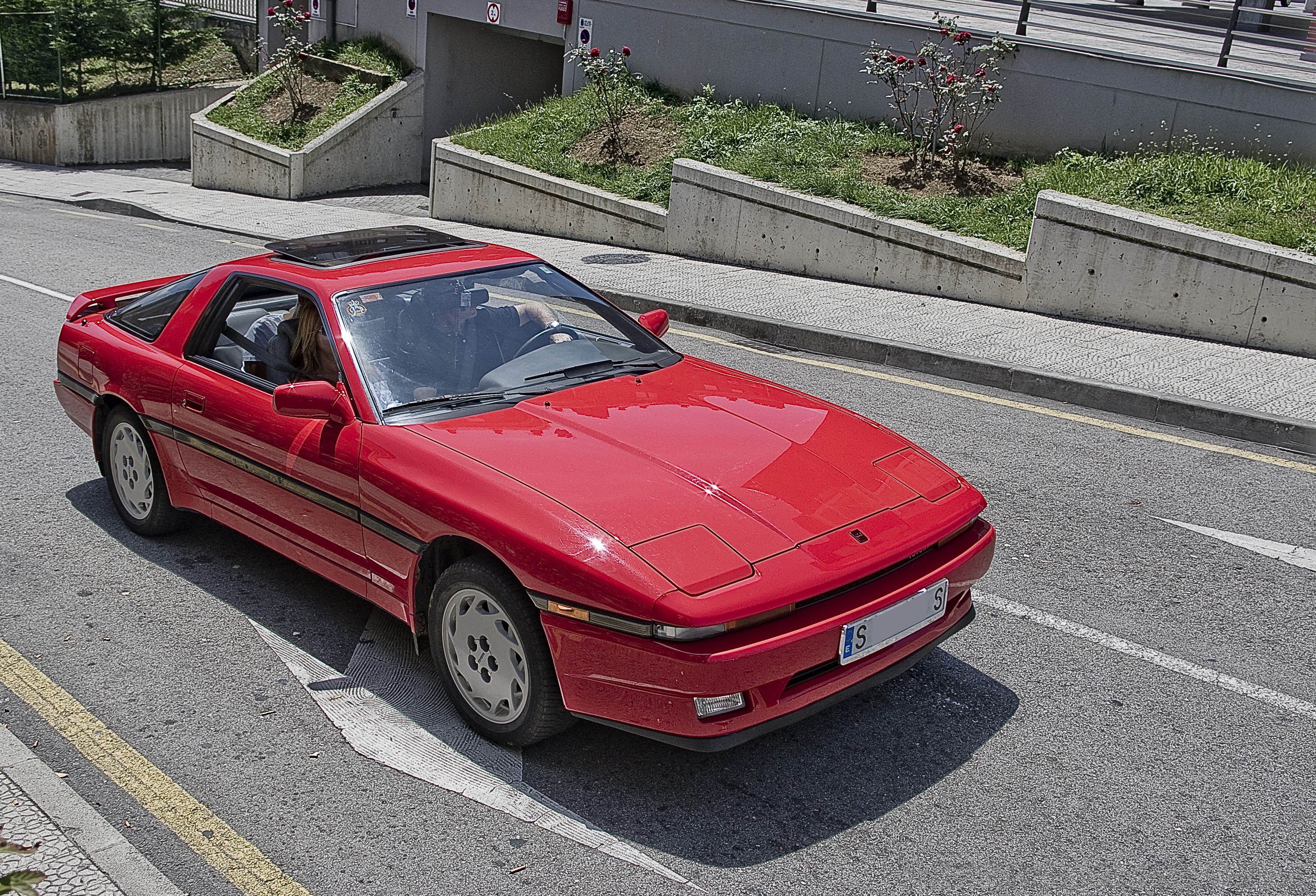
Toyota Supra 3.0i, 1988

Новый двигатель на этом поколении, Toyota 7M-GE, стал флагманским мотором в арсенале Toyota. Две версии двигателя имели по 4 клапана на цилиндр и два верхних распредвала. Двигатель с турбонаддувом 7M-GTE оснащался турбокомпрессором CT26 и имел мощность 230 л. с. (172 кВт) при 5600 об/мин, а атмосферный двигатель 7M-GE имел мощность 200 л. с. (149 кВт) при 6000 об/мин. Дальнейшая доработка турбодвигателя позволила увеличить мощность до 232 л. с. (173 кВт) и крутящий момент до 344 Нм в 1989 году. Это было достигнуто, главным образом из-за изменения конструкции регулировочного клапана. Все модели использовали одинаковые размеры шин 225/50R16, запасное колесо было полноценным и имело стальной диск.
Из-за ошибки в заводской затяжке болтов головки блока, все эти двигатели испытывали серьёзные проблемы с прокладкой ГБЦ. Toyota не отзывала эти автомобили, так как эту проблему можно было легко устранить, заменив прокладку и затянув болты на головке с нужным усилием (составлявшим 102 Нм).
На моделях с атмосферным двигателем устанавливалась механическая коробка передач W58, версии с турбонаддувом получили более надёжную механическую коробку передач R154. Обе версии были доступны также с 4-ступенчатой автоматической коробкой передач A340E с 4 скоростями.
На моделях третьего поколения были представлены множество новых технологий. Так, в 1986 году, некоторые модели оснащались системами АБС и TEMS. HKS также разработала систему «TEMS Controller». Система ACIS (индукционная система акустического контроля) также стала частью технологического арсенала 7M-GE, и позволяла управлять импульсами сжатого воздуха внутри впускного коллектора для увеличения мощности. Все модели оснащались двойными поперечными рычагами подвески спереди и сзади. С 1991 года предлагался кузов тарга с металлическим люком.
Общее количество выпущенных Supra A70 (GA70/MA70/JZA70) составляет 241 471 автомобилей.
Разгон от 0 до 100 км/ч варьировался в зависимости от комплектации силовой установки и составлял 7.8 секунд (атмосферный 7M-GE и АКПП) и 6.1 (7M-GTE и МКПП) соответственно.

## Четвёртое поколение A80

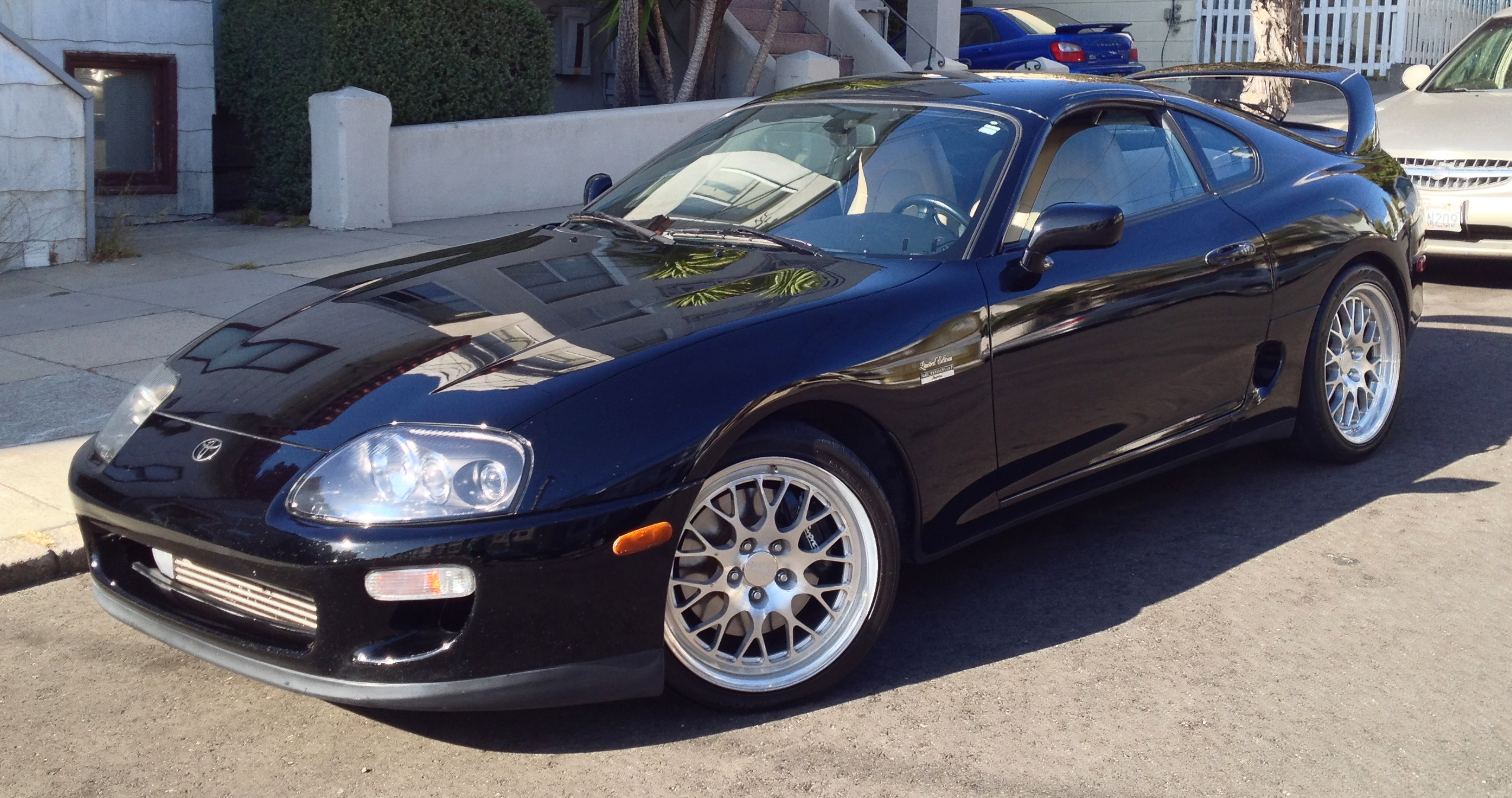
Toyota Supra, 1997

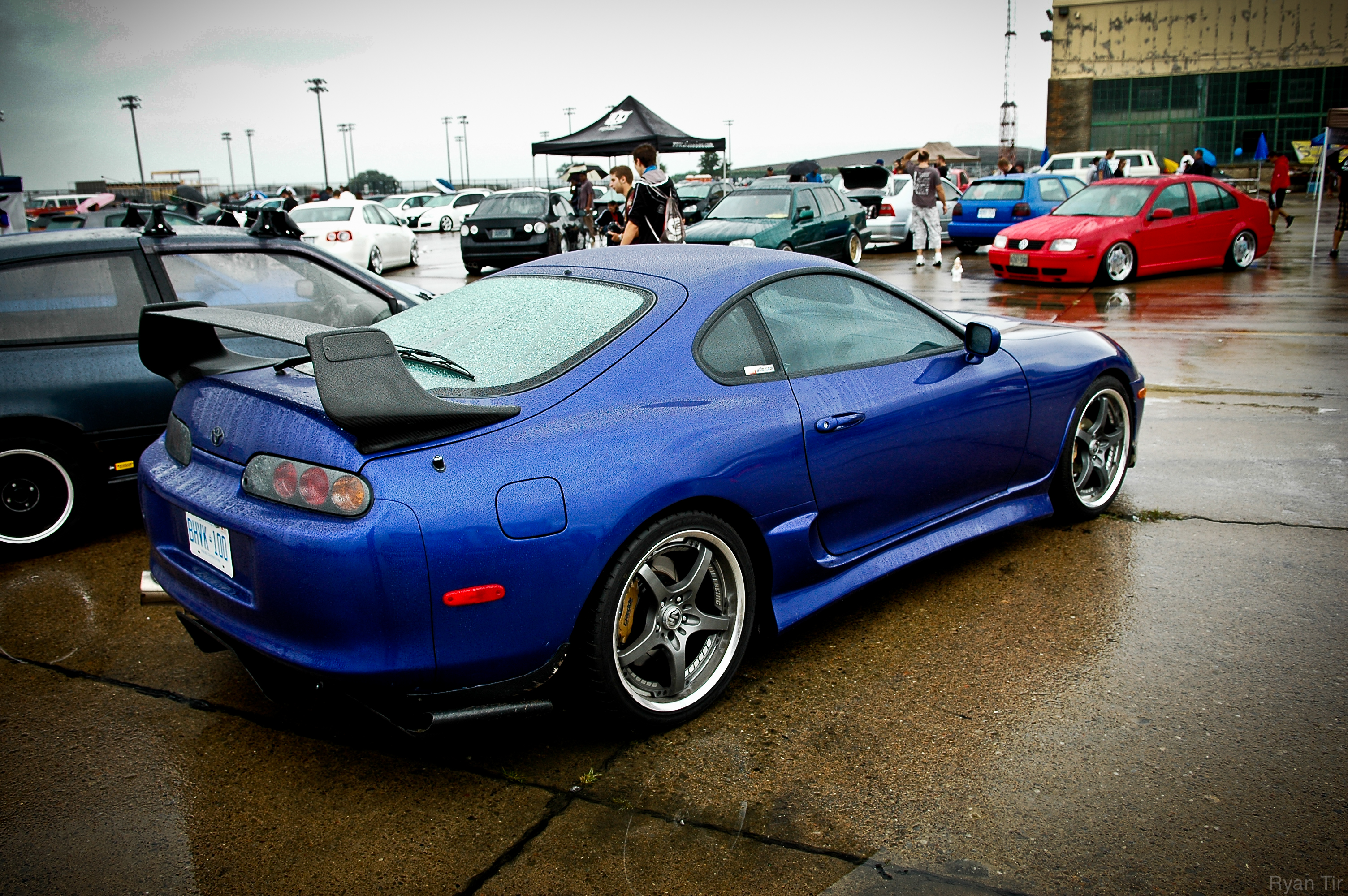
Toyota Supra A80, вид сзади

Четвёртое поколение Supra использует шасси модели JZZ30 Soarer (известна также как модель Lexus SC300/400). На него устанавливались двигатели 2JZ-GE (атмосферный, 225 л. с.) и 2JZ-GTE (турбо, 280 л. с. для Японии и Европы) Изначально стоял на Toyota Aristo или он же Lexus GS. Самый мощный устанавливаемый двигатель 2JZ-GTE выдавал 330 л. с. Серия двигателей 2JZ-GTE хорошо поддаётся доработкам, связанными с увеличением мощности.
На большинство моделей устанавливались 4-ступенчатые автоматические трансмиссии. Трансмиссия настроена на спортивную езду и задержки при переключениях минимальны как для гидромеханического автомата тех лет. Механические коробки устанавливают 5- (c завода W58, также R154 часто устанавливается нештатно) или 6-ступенчатые (немецкой фирмы Getrag). На Toyota Supra используется независимая подвеска на двойных поперечных рычагах со стабилизатором спереди и многорычажная со стабилизатором сзади.

### Версии 4-го поколения
- RZ — Двигатель с турбонаддувом 2JZ-GTE и механической 6-ступенчатой КПП, в отличие от версии RZ-S, снабжалась сиденьями Recaro, карбоновым рулём и подвеской REAS. Также многие опции шли в стандарте, в то время как для RZ-S предлагались в качестве опций (антикрыло, передний активный спойлер, задний дифференциал повышенного трения), тормоза увеличенной производительности. Европейская версия RZ считается самой лучшей версией A80, так как имеет самый мощный двигатель в 330 л. с.
- RZ-S — Двигатель с турбонаддувом 2JZ-GTE и механической 6-ступенчатой КПП а также с АКПП с переключателями передач на руле.
- GZ — Двигатель с турбонаддувом 2JZ-GTE и с АКПП, считается люксовой версией RZ-S, то есть имеет кожаные сиденья, подушку безопасности для пассажира и т. д.. Самая тяжёлая версия Супры.
- SZ — Атмосферный двигатель 2JZ-GE, 5-ступенчатая МКПП.
- SZ-R — Атмосферный двигатель 2JZ-GE, 6-ступенчатая МКПП, также имеет сниженный вес по сравнению с SZ.

## Пятое поколение А90

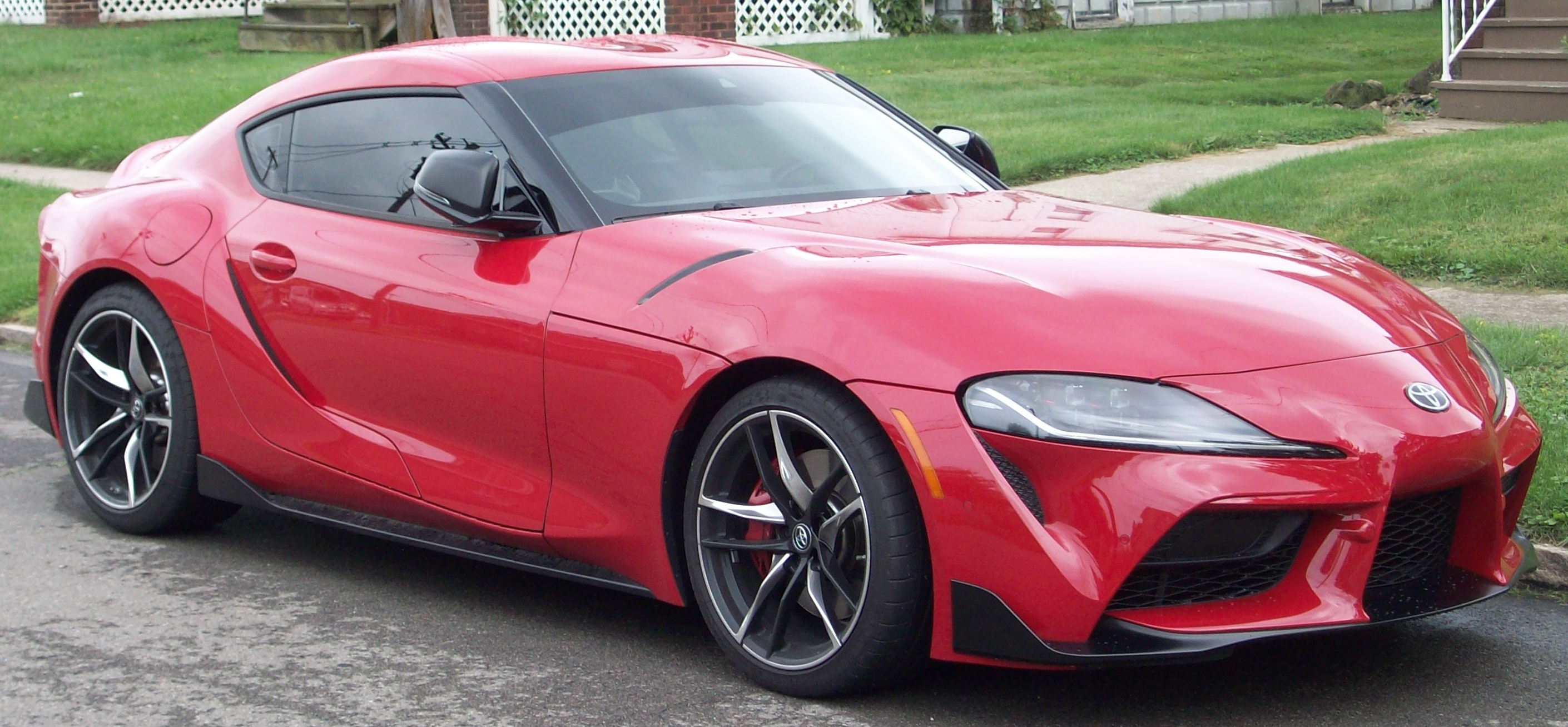
Toyota Supra A90

Первое заявление о пятом поколении появилось в 2014 году с концептом нового автомобиля Toyota FT-1, сильно напоминавшим дизайном Toyota Supra А80. Первые прототипы были замечены в 2017 году. Автомобиль разрабатывался совместно с BMW, что возмутило фанатов Toyota Supra. Интерьер с BMW Z4 (G29) у новой Supra один, как и сама машина. Отличаются технически только кузовом, что очень сильно не понравилось фанатам бренда Toyota. Колёсная база новой Supra составляет 2468 мм. Это автоматически приводит её в тот же класс, что и Porsche 911 (2453 мм) и Jaguar F-Type (2621 мм). Но её длина в 4382 мм делает его немного более компактным в целом, что означает более короткие передний и задний свесы, но не означает чрезвычайно низкий центр тяжести и идеальное распределение веса 50:50. Новая Toyota Supra оснащается двигателем BMW B58 340 л. с. и 500 Нм и поставляется с восьмиступенчатой автоматической коробкой передач. По оценками Toyota, новая Supra разгоняется до сотни за 4,3 секунды, максимальная скорость ограничена 250 км/ч. Также Toyota был утерян патент на название Supra, поэтому новая машина продаётся в Европе и США, как GR Supra, а в России и в Японии осталось старое название Supra.
В ноябре TOYOTA GAZOO Racing (TGR) представила обновлённую версию спортивного купе Supra с 3,0-литровым двигателем, а также специальную серию Supra "A90 Final Edition". Всего будет выпущено 300 экземпляров этой ограниченной версии, которые поступят в продажу в Японии и Европе весной 2025 года. Об этом сообщили 28 ноября в пресс-службе марки.
Обновлённая Supra получила улучшения в виде усиленных тормозов с увеличенными передними дисками Brembo, повышенной жёсткости кузова и оптимизированных настроек подвески и шасси. Были также доработаны аэродинамические характеристики, что обеспечило лучшую стабильность на высоких скоростях.